# Meriones persicus
Meriones persicus је врста глодара из породице мишева и потпородице гербила (лат. Gerbillinae). 

## Распрострањење
Врста има станиште у Азербејџану, Авганистану, Ираку, Ирану, Јерменији, Пакистану, Туркменистану и Турској.

## Станиште
Врста Meriones persicus има станиште на копну.
Врста је по висини распрострањена до 3.250 метара надморске висине. 

## Угроженост
Ова врста није угрожена, и наведена је као последња брига јер има широко распрострањење.

### Популациони тренд
Популациони тренд је за ову врсту непознат.